# Czesław Kosiński
Czesław Kosiński (ur. 21 października 1940 w Szewni Dolnej) – polski inżynier i polityk, poseł na Sejm X kadencji.

## Życiorys
Od 1958 pracował w Unimorze, w latach 1960–1963 słuchacz Oficerskiej Szkoły Wojsk Inżynieryjnych, w okresie 1971–1975 był wykładowcą w tej szkole. W 1963 został dowódca plutonu w 11 Dolnośląskim Pułku KBW, funkcję pełnił przez trzy lata. Ukończył Wojskową Akademię Techniczną w Warszawie w 1971, uzyskując tytuł zawodowy magistra inżyniera budownictwa lądowego. W latach 1975–1979 szef sztabu, potem dowódca Inżynieryjnej Jednostki Wojskowej w Nysie.
W 1979 był szefem saperów XII zmiany Polskiej Wojskowej Jednostki Specjalnej Doraźnych Sił Zbrojnych Organizacji Narodów Zjednoczonych, a od 1980 do 1981 szefem saperów 2 Warszawskiej Dywizji Zmechanizowanej. Od 1981 był dyrektorem Wojskowych Zakładów Inżynieryjnych w Dęblinie.
W 1989 uzyskał mandat posła na Sejm kontraktowy. Został wybrany w okręgu puławskim z puli Polskiej Zjednoczonej Partii Robotniczej. Na koniec kadencji należał do Poselskiego Klubu Pracy. Zasiadał w Komisji Polityki Przestrzennej, Budowlanej i Mieszkaniowej, Komisji Samorządu Terytorialnego, Gospodarki Przestrzennej i Komunalnej oraz Komisji Nadzwyczajna do rozpatrzenia projektów ustaw dotyczących samorządu terytorialnego.
Otrzymał Złoty Krzyż Zasługi (1982) i Medal 40-lecia Polski Ludowej (1984).